# Saint-Alban-du-Rhône
Saint-Alban-du-Rhône ist eine französische Gemeinde mit 960 Einwohnern (Stand: 1. Januar 2022) im Département Isère in der Region Auvergne-Rhône-Alpes; sie gehört zum Arrondissement Vienne und zum Kanton Vienne-2 (bis 2015: Kanton Roussillon). 

## Geografie
Saint-Alban-du-Rhône ist die westlichste Gemeinde des Départements Isère. Sie liegt etwa 13 Kilometer südsüdwestlich von Vienne an der Rhône, in die hier die Varèze mündet. Umgeben wird Saint-Alban-du-Rhône von den Nachbargemeinden Chavanay im Norden und Westen, Saint-Clair-du-Rhône im Osten und Nordosten, Clonas-sur-Varèze im Osten sowie Saint-Maurice-l’Exil im Süden und Südosten.
Hier liegt das Kernkraftwerk Saint-Alban, in dem es im Juli 2008 zu einem Zwischenfall kam.

## Bevölkerungsentwicklung
| Jahr                       | 1962 | 1968 | 1975 | 1982 | 1990 | 1999 | 2006 | 2017 |
| -------------------------- | ---- | ---- | ---- | ---- | ---- | ---- | ---- | ---- |
| Einwohner                  | 380  | 355  | 366  | 490  | 672  | 840  | 849  | 842  |
| Quellen: Cassini und INSEE |      |      |      |      |      |      |      |      |

## Sehenswürdigkeiten
- Kirche Saint-Alban aus dem 19. Jahrhundert
- Hôtel Rolland, teilweise aus dem 12. Jahrhundert, teilweise Monument historique seit 1933